# George-VI-Schelfeis
Koordinaten: 71° 45′ S, 68° 0′ W

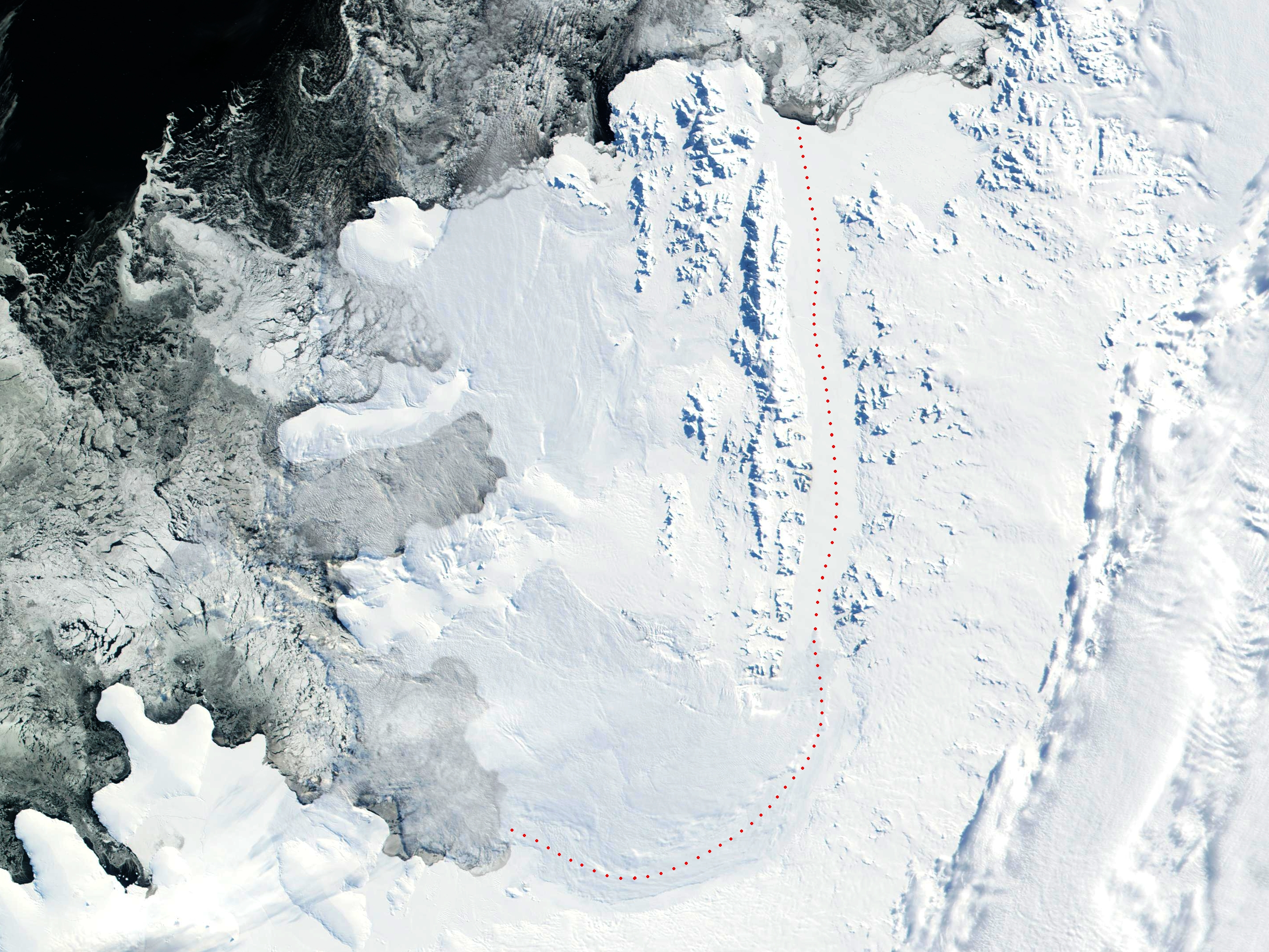
Der George-VI-Sund (rote Linie) mit dem darin enthaltenen George-VI-Schelfeis

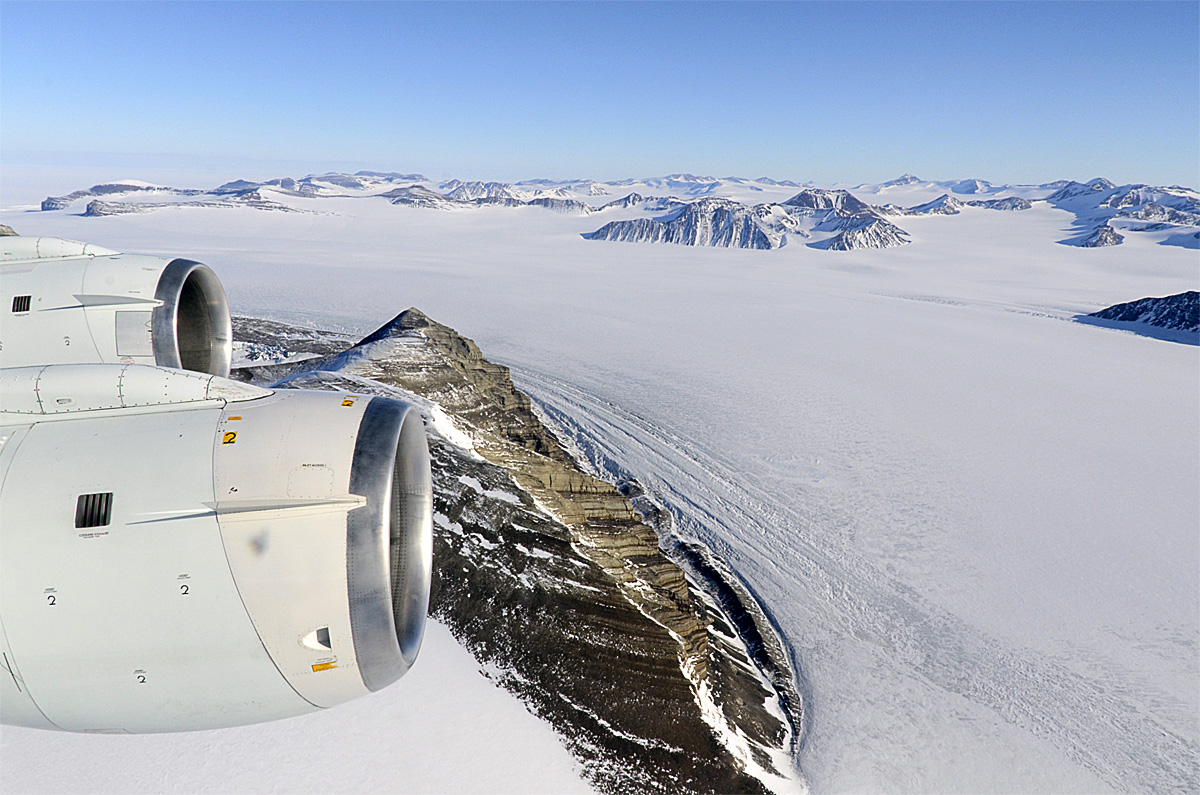
Luftaufnahme vom George-VI-Schelfeis zwischen der Alexander-I.-Insel (Vordergrund) und der Küste des Palmerlands (Hintergrund)

Das George-VI-Schelfeis ist ein 23.880 km² großes Schelfeis, das den größten Teil des George-VI-Sund zwischen der Alexander-I.-Insel und dem Palmerland ausfüllt. Es erstreckt sich vom Ronne Entrance am südwestlichen Ende des Sunds bis zur Niznik-Insel etwa 48 km südlich der nördlichen Einfahrt zwischen Kap Brown und Kap Jeremy.
Das UK Antarctic Place-Names Committee benannte es 1974 in Anlehnung an die Benennung des gleichnamigen Sunds nach dem britischen Monarchen Georg VI. (1895–1952).
Am 13. Januar 2025 brach der rund 540 km² große Eisberg A-84 am Ronne Entrance unweit der DeAtley-Insel vom George-VI-Schelfeis ab.